# Emanuele Crialese
Emanuele Crialese est un réalisateur et scénariste italien né à Rome le 26 juillet 1965.

## Biographie
Emanuele Crialese étudie à l'université de New York et en sort lauréat en 1995.
Après plusieurs essais sur des courts-métrages, il arrive à se démarquer grâce au long-métrage Once We Were Strangers qu'il finance avec de l'argent reçu en héritage.
Il produit ensuite Respiro, Grand Prix de la Semaine de la Critique durant le Festival de Cannes 2002, et Nuovomondo (aussi connu sous le nom de Golden Door), deux films qui connaissent un grand succès, notamment en France.
Lors de la Mostra de Venise 2022 où il présente son dernier film L'immensità, il fait son coming out trans,.

## Filmographie

### Cinéma
- 1994 : Heartless (court métrage)
- 1997 : Once We Were Strangers
- 2002 : Respiro
- 2007 : Golden Door (Nuovomondo)
- 2011 : Terraferma
- 2022 : L'immensità

### Télévision
- 2018 : Trust, saison 1, épisode 8 In the Name of the Father

## Distinctions

### Récompenses
- Festival de Cannes 2002 : Grand Prix de la Semaine de la critique et Prix des jeunes critiques pour Respiro
- Mostra de Venise 2006 : Lion d'argent de la révélation, Prix CinemAvvenire, Prix Signis, Prix Pasinetti, Prix Fedic, Prix Unicef pour Golden Door
- Mostra de Venise 2011 : Prix spécial du jury, Prix Pasinetti, Prix Unicef pour Terraferma

### Nominations
- Festival du film de Sundance 1998 : Nomination au Grand prix du jury pour Once We Were Strangers
- Prix du Cinéma Européen 2002 : Nomination comme Découverte de l'année  pour Respiro
- David di Donatello 2003 : Nomination au David du meilleur film pour Respiro
- Césars 2004 : Nomination au César du meilleur film de l'Union Européenne pour Respiro
- Mostra de Venise 2006 : en compétition pour le Lion d'or pour Golden Door
- Prix du Cinéma Européen 2006 : Nomination comme Meilleure réalisation  pour Golden Door
- David di Donatello 2007 : Nomination au David du meilleur film, de la meilleure réalisation, du meilleur scénario, au David de la jeunesse pour Golden Door
- Chlotrudis Awards 2008 : Nomination comme Meilleur scénario original pour Golden Door
- Mostra de Venise 2011 : en compétition pour le Lion d'or pour Terraferma

- David di Donatello 2012 : Nomination au David du meilleur film, de la meilleure réalisation pour Terrferma
- Mostra de Venise 2022 : en compétition pour le Lion d'or pour L'Immensità

- David di Donatello 2023 : Nomination au David du meilleur scénario original pour L'Immensità